# Novotroiițke, Mejova
Novotroiițke (în ucraineană Новотроїцьке) este un sat în comuna Preobrajenka din raionul Mejova, regiunea Dnipropetrovsk, Ucraina.

## Demografie
Componența lingvistică a localității Novotroiițke
     Ucraineană (93,03%)
     Rusă (6,47%)
Conform recensământului din 2001, majoritatea populației localității Novotroiițke era vorbitoare de ucraineană (93,03%), existând în minoritate și vorbitori de rusă (6,47%).